# The Creation
The Creation — британская рок-группа, образовавшаяся в 1966 году в Хартфордшире, Англия и исполнявшая психоделический рок с элементами гаражного рока и ритм-энд-блюза. The Creation просуществовали немногим более двух лет и распались из-за отсутствия коммерческого успеха в Англии (будучи при этом весьма популярны в Германии), но считаются одним из самых влиятельных коллективов конца 1960-х годов, оказавшим значительное влияние на развитие жанра, а также (согласно Allmusic) своего рода «британским ответом Moby Grape — по уровню нереализованного потенциала». В 1980—1990 годах группа дважды воссоединялась и выпускала синглы, но после смерти в 1997 году Кевина Пиккета лишь эпизодически выходит на гастроли; единственным участником оригинального состава остаётся здесь Эдди Филлипс.

## История группы
Основу первого состава The Creation составили музыканты из The Mark Four, бит-группы из Чесханта, Англия. К концу 1963 года в составе The Mark Four играли пятеро: вокалист Кенни Пикетт, гитарист Эдди Филлипс, ритм-гитарист Мик «Спад» Томпсон, басист Джон Далтон и барабанщик Джек Джонс. Группа регулярно гастролировала в Великобритании и Германии; в 1964 году выпустила два сингла на Mercury Records, но в чарты с ними не попала.
В 1978 году композиция группы "Painter Man" была выпущена в исполнении группы Boney M в альбоме Nightflight to Venus и в 1979 достигла 10 места в чарте Великобритании.

## Составы

### Mark #1
- Кенни Пикетт (Kenny Pickett, 1942—1997) — вокал
- Эдди Филлипс (Eddie Phillips) — гитара
- Джек Джонс (Jack Jones) — ударные
- Боб Гарнер (Bob Garner) — бас-гитара

Этот состав записал два первых сингла и альбом Power Surge (1996).

### 1967 - настоящее время
- Ким Гарднер (Kim Gardner, бас-гитара, 1967/68)
- Рон Вуд (Ron Wood, гитара, 1968)
- Джон Далтон (John Dalton, бас-гитара, середина 1980-х годов)
- Мик Эйвори (Mick Avory, ударные, середина 1980-х годов)
- Саймон Тёрл (Simon Tourle, вокал, начало 2000-х - настоящее время)
- Тони Барбер (Tony Barber, бас-гитара, начало 2000-х - настоящее время)
- Кевин Манн (Kevin Mann, ударные, начало 2000-х - настоящее время)

## Дискография
| - 1966 — «Making Time» - 1966 — «Painter Man» - 1967 — «Cool Jerk» (германский релиз) - 1967 — «If I Stay Too Long» - 1967 — «Life is Just Beginning» - 1968 — «How Does it Feel to Feel» - 1968 — «Midway Down» - 1968 — «Bony Moronie» (германский релиз) - 1968 — «For All that I Am» - 1987 — «A Spirit called Love» - 1994 — «Creation» - 2008 — «Red With Purple Flashes» - 1967 — We Are Paintermen - 1999 — Power Surge | - 1968 — The Best of The Creation (Pop Records, Германия и Швеция) - 1973 — Creation 66-67 (Charisma Records, LP) - 1975 — The Creation (UK collection) - 1982 — The Mark Four/The Creation (Eva Records, Германия) - 1982 — How Does it Feel to Feel? (Edsel, 12" LP) - 1984 — Recreation (Line, 12" LP) - 1985 — Live at the Beat Scene Club (7" EP) - 1993 — Lay the Ghost (Universal) - 1994 — Painter Man (Edsel) - 1998 — Our Music Is Red — With Purple Flashes (Diablo, UK) - 1998 — Complete Collection, Vol. 1: Making Time (Retroactive) - 1998 — Complete Collection, Vol. 2: Biff Bang Pow (Retroactive) - 2004 — Psychedelic Rose: The Great Lost Creation Album (Cherry Red Records) - 2007 — The Singles Collection (Get Back, Италия) |  |